# Gustav Lexau
Gustav Lexau – niemiecki pływak i piłkarz wodny, uczestnik igrzysk olimpijskich w 1900 w Paryżu.
Członek zwycięskiej drużyny pływackiej na 200 m drużynowo. Uczestniczył również w rozgrywkach piłki wodnej (drużyna niemiecka zajęła 5.–7. miejsce).